# Vlajka Kiribati

Kiribatská vlajka
Poměr stran: 1:2

Vlajka Kiribati má typický heraldický charakter a vychází ze státního znaku. Horní část vlajkového listu o poměru stran 1:2 je červená, dolní je rozdělená na šest vlnitých pruhů střídavě bílých a modrých, ze kterých vychází žluté slunce s devíti rovnými a osmi zvlněnými paprsky, nad ním letí žlutá fregatka.
Design vlajky vyjadřuje polohu ostrovů v Tichém oceánu, slunce je symbolem zlaté budoucnosti a fregatka je národním ptákem, symbolizující sílu, vyrovnanost a svobodu.

## Historie
Území dnešního Kiribati (které sestává ze 33 atolů a korálových ostrovů na ploše asi 5,2 milionů km2, bylo osídleno mikronésany asi před dvěma tisíci lety. Ve 13.–15  století položily migranti ze Samoy, Fidži a Tongy míšením s domorodci základ dnešního obyvatelstva. Pro Evropu objevil souostroví roku 1606 portugalský mořeplavec ve španělských službách Pedro Fernandes de Queirós. Roku 1765 byly ostrovy znovuobjeveny britskými námořníky Johnem Byronem, Johnem Marshallem a roku 1788 ostrovy prozkoumal Thomas Gilbert. Po Gilberovi dal roku 1820 ruský admirál a hydrograf Ivan Fjodorovič Kruzenštern souostroví jméno Gilbertovy ostrovy. V 19. století (20.–40. leta) byly Gilbertovy ostrovy základnou lovců velryb. 4. února 1878 bylo souostroví začleněno do Britských západopacifických území (spravovány byly z Fidži), první státní vlajky na ostrovech tak byly britské vlajka.
Na ostrovech však vládli místní náčelníci (králové). Král atolu Abemama, Tem Binoka, si nechal od Evropanů vytvořit vlajku, která se stala symbolem jeho království. V dubnu 1884 to byla vlajka, jejímž autorem byl zřejmě kapitán Hayward. Vlajku tvořil modrý list s bílým ondřejským křížem se čtyřmi bílými hvězdami, po jedné v každém poli. Hvězdy symbolizovaly atoly Abemama, Kuria, Aranuka a Nonouti. V červnu však král o kontrolu nad územím atolu Nonouti přišel, a proto byla od 28. června jedna hvězda (z vlající části) vlajky odstraněna.
Roku 1889 se na Abemamě usadil skotský spisovatel Robert Louis Stevenson se svou ženou. Pro krále Binoka navrhl novou vlajku, která byla tvořena třemi vodorovnými pruhy: červeným, žlutým a zeleným, přes které byla položena černá silueta žraloka. Pruhy symbolizovaly Abemama, Kuria a Aranuka, žralok připomínal legendu o černém žraloku (královu předku).

Britská vlajka západopacifických území (1878–1979) Poměr stran: 1:2
Vlajka krále Binoky (1884)
Vlajka krále Binoky (1884–1889)
Vlajka krále Binoky (1889–1892)

27. května 1892 byly prohlášeny Gilbertovy ostrovy britským protektorátem. Stalo se tak se souhlasem obyvatel na ochranu před nájezdy otrokářů a neustálými kmenovými válkami. Od roku 1895 se stala vlajkou rezidentního komisaře britská modrá služební vlajka o poměru stran 1:2, s emblémem ve vlající části. Emblém (anglicky Badge) byl tvořen žlutou, královskou korunou, podšitou červeným sametem, pod ní černé iniciály B.R (British Resident), to celé v bílém kruhu. (není obrázek)
12. ledna 1916 se z protektorátu stala britská korunní kolonie Gilbertovy a Elliceovy ostrovy, ke změně vlajky však nedošlo. V roce 1931 předložil tamní rezident koloniálnímu úřadu v Londýně návrh na znak a vlajkový emblém kolonie. Návrh šel cestou přes Vysokého komisaře Britských západopacifických území na Fidži. Autorem obou symbolů byl jistý pan Compton. Přijetí předcházel zdlouhavý byrokratický proces na devíti vládních úřadech a agenturách. 1. května 1937 byla (po úpravách) vlajka s emblémem, vycházejícího ze znaku, schválena (znak udělil kolonii anglický král Jiří VI.). Teprve v roce 1941 byla vlajka zanesena do knihy vlajek britské admirality (Admiralty Flags Book) a oficiální vlajkou ostrovů se stala až 28. srpna 1969.
1. října 1975 vyhlásily Elliceovy ostrovy nezávislost pod názvem Tuvalu, Gilbertovy ostrovy se staly britským, administrativně odděleným závislým územím. 1. ledna 1977 získaly ostrovy vnitřní samosprávu, vlajka ani poté nebyla změněna.

Vlajka Gilbertových a Elliceových ostrovů (1937/1969–1979) Poměr stran: 1:2

12. července 1979 vyhlásily Gilbertovy ostrovy nezávislost pod názvem Republika Kiribati. V hlavním městě Bairiki na atolu Tarawa zavlála v tento den poprvé vlajka nového státu, užívaná dodnes.
Vlajka (spolu se znakem) byla potvrzena „Zákonem o národní identitě" (National Identity Act) č. 2 z roku 1989. V zákoně je uveden popis vlajky, závazné vyobrazení a pravidla užívání. Vlajka se však přesto užívá v několika, mírně odlišných, variantách (velikost slunečního kotouče, kresba paprsků, tvar křídel a zobáku či prokreslenost detailů fregatky).